# Rectoparaendothyra
Rectoparaendothyra es un género de foraminífero bentónico de la subfamilia Endostaffellinae, de la familia Endothyridae, de la superfamilia Endothyroidea, del suborden Fusulinina y del orden Fusulinida. Su especie tipo es Rectoparaendothyra prima. Su rango cronoestratigráfico abarcaba el Carbonífero inferior.

## Discusión
Clasificaciones más recientes incluirían Rectoparaendothyra en el suborden Endothyrina, del orden Endothyrida, de la subclase Fusulinana de la clase Fusulinata.

## Clasificación
Rectoparaendothyra incluye a la siguiente especie:
- Rectoparaendothyra prima †